# Carrilhão

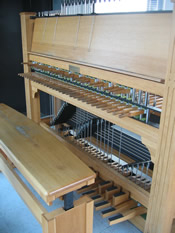
Teclado de Carrilhão

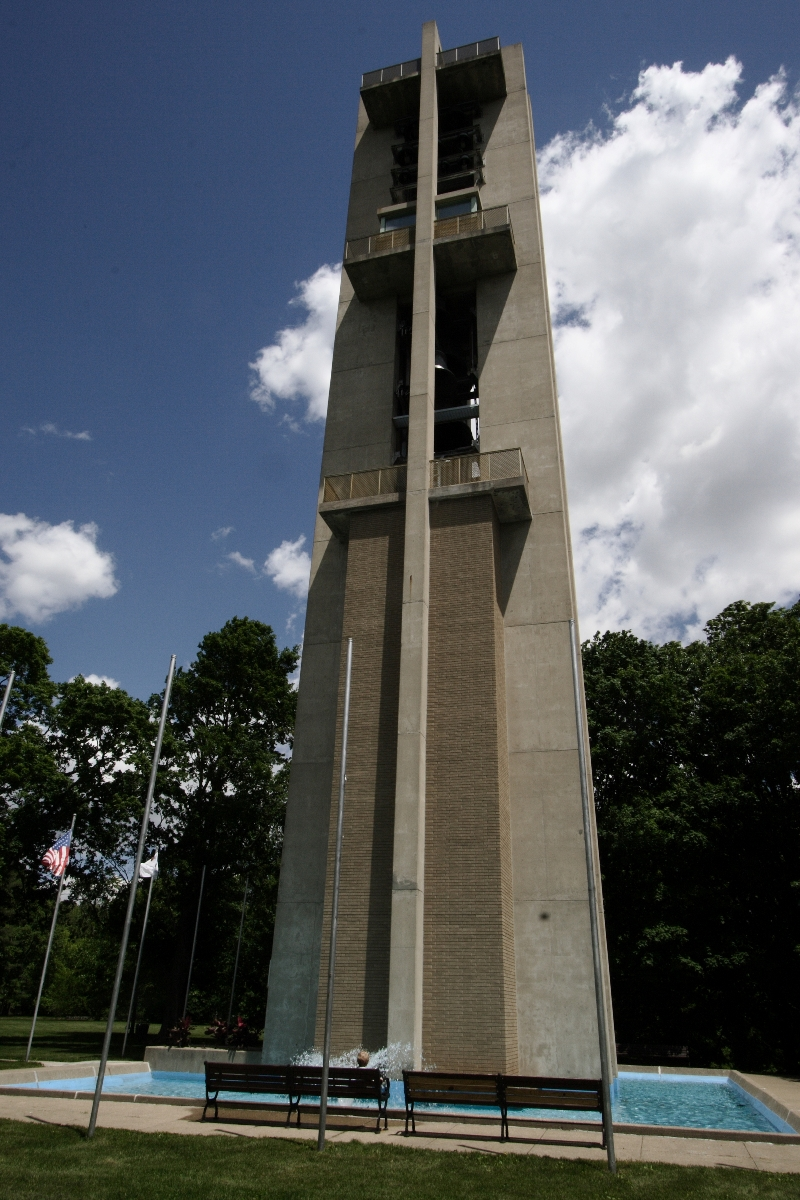

Um carrilhão é um instrumento musical de percussão; é formado por um teclado e por um conjunto de sinos de tamanhos variados, controlados pelo teclado.  Os carrilhões são normalmente alojados em torres de igrejas ou conventos e são um dos maiores instrumentos do mundo.
Os carrilhões apareceram no século XV na Flandres quando os construtores de sinos conseguiram aperfeiçoar a sua arte de modo a conseguirem que cada sino reproduzisse um tom exacto. A maior concentração de carrilhões antigos situa-se na Bélgica, Holanda e nas regiões do norte da França, Alemanha e Polónia, onde eram colocados como símbolos de orgulho das cidades mais ricas e como demonstração do seu estatuto.
Como cada nota é produzida por um único sino, a amplitude musical do carrilhão é determinada pelo número de sinos que este possui. Com menos de 23 sinos (2 oitavas), o instrumento não é considerado um verdadeiro carrilhão (chime). Em média, os carrilhões têm 47 sinos (4/5 oitavas), enquanto os maiores possuem 77 sinos (6 oitavas).
Sentado numa cabine por baixo do carrilhão, o carrilhonista pressiona as teclas com a mão protegida ou com o pulso.  As teclas accionam alavancas e fios que ligam directamente aos badalos dos sinos;  tal como no piano, o carrilhonista pode fazer variar a intensidade da nota de acordo com a força aplicada na pressão da respectiva tecla.  Em conjunto com as teclas manuais, os sinos maiores, possuem também pedais que oferecem a possibilidade das notas graves, serem tocadas de duas maneiras diferentes.
Outro tipo de carrilhão é o Carrilhão Sinfónico ou de Orquestra. Este carrilhões são formados por tubos ocos de diferentes tamanhos, soando diferentes alturas de notas. Os carrilhões são dispostos no sentido vertical, pendurados de maneira gradual, de acordo com os seus tamanhos. A batida no carrilhão é feita através de uma baqueta, batendo esta baqueta na extremidade superior do carrilhão. Os sons destes carrilhões se assemelham muito a sinos de igrejas. Usado na orquestra para produzir efeitos especiais.

## Portugal
Em Portugal existem vários carrilhões. Dois no Palácio Nacional de Mafra, outro na torre da Igreja dos Clérigos no Porto, outro na torre da Sé Catedral de Leiria e em Alverca na Igreja da Paróquia de S. Pedro de Alverca.

### Sé de Braga
O primeiro carrilhão da Sé de Braga foi inaugurado no século XVII. Ao longo dos séculos, os Arcebispos de Braga acrescentaram novos sinos, tornando o carrilhão da Sé de Braga num dos maiores de Portugal. Em 1996 substituiriam-se 23 sinos. Os sinos retirados ao longo do tempo da Sé de Braga e das Igrejas de Braga estão reunidos no Tesouro-Museu da Sé Catedral, que contabiliza mais de 200 sinos.

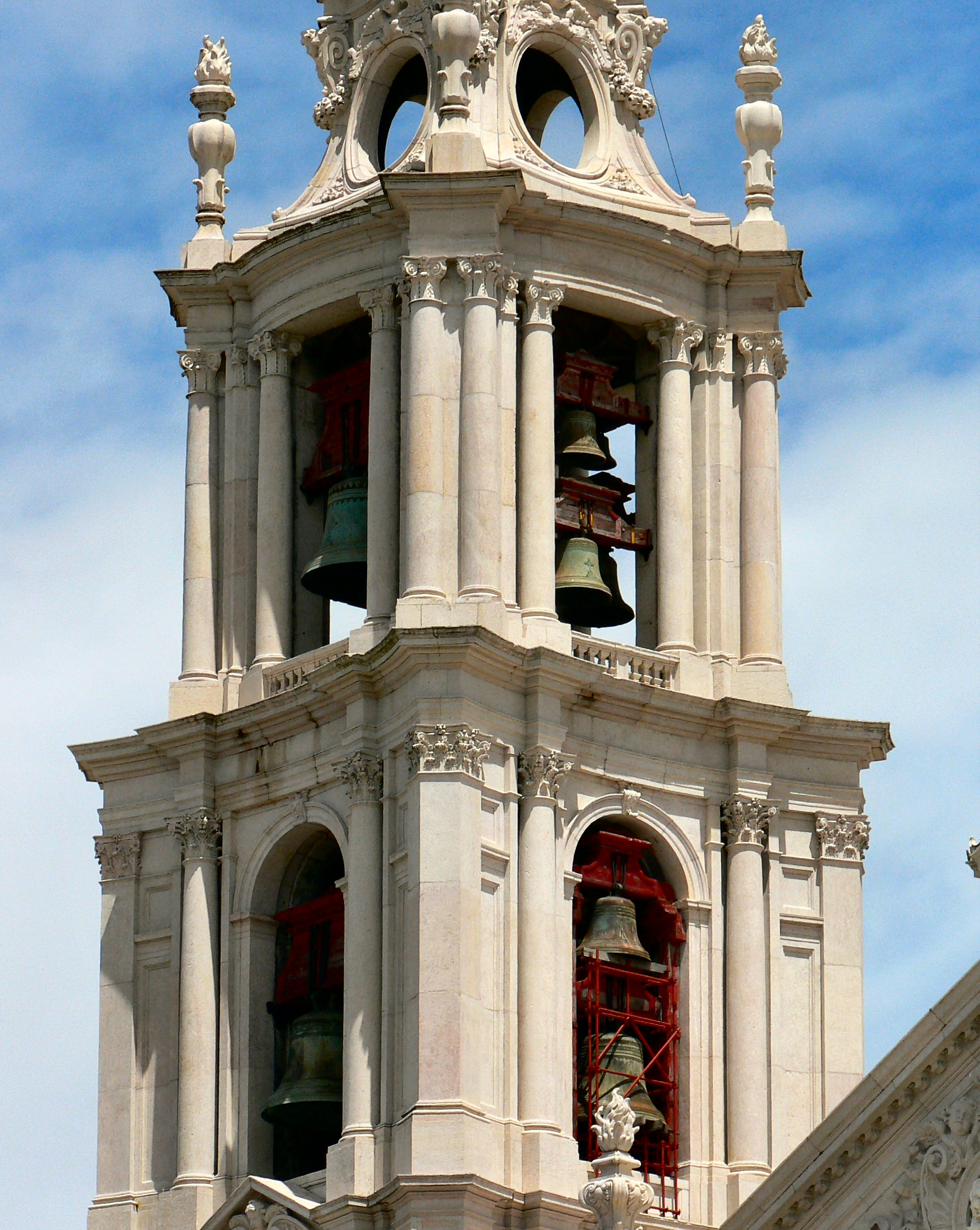
Uma das torres dos carrilhões de Mafra

### Mafra
Os carrilhões de Mafra são uns dos mais antigos da Europa.  Foram mandados construir em 1730 em Antuérpia e em Liège por D. João V que por ter achado o preço baixo, mandou construir dois. Cada carrilhão é composto por 57 sinos, pesando o maior cerca de 10 mil quilos e o conjunto, mais de 200 toneladas.
Os sinos do carrilhão da torre Sul são obra do fundidor de Antuérpia Willem Witlockx, enquanto os da torre Norte foram fundidos na cidade de Liège por Nicolas Levache.

### Porto
O Carrilhão da Torre dos Clérigos é composto por 49 sinos. O carrilhão da Igreja Matriz de Rio Tinto é constituído por 17 sinos, foi construído pela Fundição de Sinos de Rio Tinto e inaugurado em 1947. Contudo, e por possuir menos do que 17 sinos não poderá ser considerado um carrilhão verdadeiro.

### Leiria
O carrilhão da Sé de Leiria foi inaugurado no dia 14 de novembro de 2004. Juntamente com este carrilhão foi adquirida uma consola (teclado) que produz o som electronicamente e que serve os alunos da primeira escola de carrilhão de Portugal, nas instalações do Seminário Diocesano de Leiria, a funcionar desde de dezembro de 2004. É professor o já afamado carrilhionista de Mafra, Abel Chaves.

### Alverca
Ao contrário do Carrilhão de Mafra, o Carrilhão dos Pastorinhos em Alverca é o mais novo do mundo. Foi inaugurado em 1 de maio de 2005, tendo sido começado a construir em 2002.  É composto por 69 sinos, sendo o segundo maior da Europa, mas prevê-se que venha a ter 72. Foi seu mentor e coordenador o Eng. Alberto Elias.  Ana Elias e Sara Elias foram as primeiras carrilhanistas residentes deste carrilhão.

### Constância - Vila Poema
O carrilhão LVSITANVS, o maior carrilhão itinerante do mundo está sediado em Constância-Portugal. O carrilhão LVSITANVS é formado por 63 sinos, pesa 12 toneladas está colocado num berço porta-contentores rebocado por um tractor que lhe confere a mobilidade necessária à sua itinerância. O carrilhão LVSITANVS foi inaugurado a 16 de Maio de 2015, é propriedade da CICO-Centro Internacional do Carrilhão e do órgão fundada por: Eng. Alberto Elias, Prof. Ana Elias, Dra. Sara Elias.
O carrilhão LVSITANVS, a solo ou em conjunto, pode realizar concertos dos mais variados géneros musicais assim como nos mais diferenciados ambientes.